# Phantoms (film, 1998)
Pour les articles homonymes, voir Phantoms.
Pour plus de détails, voir Fiche technique et Distribution.
Phantoms, ou Fantômes au Québec, est un film américano-japonais réalisé par Joe Chappelle, sorti en 1998. Il s'agit de l'adaptation cinématographique du roman Spectres de Dean Koontz, publié en 1983.
Le film suit deux sœurs, Lisa et Jennifer, qui arrivent dans la ville touristique de Snowfield, au Colorado. Jennifer qui y exerce comme médecin, souhaite éloigner sa sœur de Los Angeles et de leur mère alcoolique. Elles découvrent que Snowfield est devenue une ville fantôme isolée, jonchée de cadavres apparemment contaminés ou de morceaux de corps sectionnés. Les deux sœurs rencontrent le shérif du village avec ses adjoints. Plusieurs monstres de différentes formes les attaquent et tuent les adjoints. Le docteur Flyte, banni de la communauté académique pour ses théories justes bonnes pour des magazines à sensations, est amené par l'armée à Snowfield avec un groupe de scientifiques. Les militaires et scientifiques sont décimés mais le docteur détermine la nature chimique de l'ennemi séculaire vivant dans les tréfonds de la terre et avec l'aide du shérif et des deux sœurs, fait en sorte que la bête métamorphe soit contaminée par une bactérie dissociante. Malheureusement le « pétrole intelligent » n'est pas entièrement détruit.

## Synopsis
Le Dr Jennifer Pailey amène sa sœur Lisa dans la station balnéaire de Snowfield, dans le Colorado, un petit village de ski niché dans les montagnes Rocheuses où Jenny travaille comme médecin. Une fois en ville, les sœurs ne trouvent personne aux alentours mais quelques cadavres. Au début, leurs soupçons portent sur un tueur en série en liberté en ville. Les sœurs tombent sur les têtes coupées du boulanger de la ville et de sa femme dans un four lorsqu'elles sont retrouvées par le shérif Bryce Hammond, un ancien agent du FBI, et ses adjoints Stu Wargle et Steve Shanning. Hammond et ses adjoints enquêtent sur les meurtres.
Le groupe arrive dans un hôtel voisin et trouve l'écriture d'une victime sur le miroir indiquant "Timothy Flyte". Shanning part enquêter sur un bruit extérieur mais ne revient pas. Les autres ne trouvent que son arme, son chapeau et ses chaussures tandis que le reste est introuvable. Ils retournent au bureau du shérif pour demander de l'aide et créer des barrages routiers autour de Snowfield. Le groupe reçoit un étrange appel téléphonique mais est interrompu par une attaque d'une étrange créature ressemblant à un papillon de nuit géant qui arrache le visage de Wargle avant que Hammond ne puisse le tuer. Lisa rencontre plus tard Wargle alors qu'elle est dans la salle de bain. Ils retournent rapidement à la morgue et constatent que son corps a disparu.
Les associés de Hammond au FBI trouvent Flyte, un universitaire britannique qui théorise que la ville a été victime de l'Ancien Ennemi, une entité qu'il généralise comme « le chaos dans la chair ». Il anéantit périodiquement des civilisations, notamment celle des Mayas et des colons de l’île de Roanoke.
Ils sont bientôt rejoints par une unité commando de l'armée et un groupe de scientifiques dirigés par le général Copperfield venus à Snowfield. Avec Flyte, ils enquêtent sur la ville. La créature tue des soldats enquêtant sur les égouts, tandis qu'un chien s'approche de Flyte et des scientifiques et se transforme en un monstre horrible qui convertit le groupe, à l'exception de Flyte. Celui-ci se regroupe avec Hammond, Jenny, Lisa et Copperfield. La créature attaque Copperfield à travers un trou d'égout, le convertissant. Copperfield vomit un échantillon avant de se fondre dans une flaque de liquide noir. Grâce à lui, Flyte et le groupe apprennent la nature de l'ancien ennemi.
Révélé comme étant en fait une forme de vie amibienne basée sur Terre qui imite ses victimes absorbées tout en acquérant leurs connaissances, l'Ennemi crée des Fantômes en tant que détachements temporaires pour qu'il puisse agir avant de les réabsorber. De plus, l'Ennemi absorbe toutes les pensées de ses victimes, ce qui le rend extrêmement intelligent, et en raison de la perception qu'en ont les civilisations précédentes, il se prend pour un dieu. Il avait arrangé tous les événements antérieurs pour que Flyte puisse aider la créature à révéler son existence au monde. Flyte apprend également que le corps de la créature est physiologiquement presque identique au pétrole brut et pourrait être tué par des bactéries bio-conçues pour ingérer des combustibles fossiles. Ils en déduisent qu'avec la quantité limitée de bactéries dont ils disposent, ils doivent les introduire dans le noyau qui se trouve dans le corps principal de l'Ennemi.
Ils forment un plan pour utiliser l'extrême arrogance et le complexe divin de l'Ancien Ennemi contre lui-même. Pour ce faire, Flyte agit comme s'il se retournait contre le groupe en révélant l'intégralité de son plan à l'Ennemi. En colère (et se croyant indestructible parce qu'il est un dieu), il réabsorbe tous les fantômes puis émerge des égouts pour prendre une forme de Messe Mère. Hammond et les sœurs Pailey lancent la bactérie sur l'Ancien Ennemi avant qu'il ne se retire sous terre avec Hammond à sa poursuite.
Alors que les sœurs Pailey se retrouvent aux prises avec le Fantôme de Wargle, Jenny le tue apparemment avec un pistolet contenant la bactérie. Hammond trouve l'Ancien Ennemi car il a pris la forme du garçon qu'il a accidentellement tué lors d'un raid antidrogue du FBI. Lorsque le garçon lui récupère la dernière fiole, Hammond tire dessus pour exposer la créature à son contenu. Il meurt à cause des bactéries.
Bien que Hammond rassure Lisa et Jenny sur le fait qu'il est parti, la première déclarant que les habitants sont en paix, Flyte admet que l'Ancien Ennemi a remporté sa victoire car il a décidé de raconter au monde ce qui s'est passé avec un livre basé sur ce qui s'est passé à Snowfield. Quelque temps plus tard, regardant Flyte interviewé à propos de son livre, The Ancient Enemy, deux clients du bar se disputent sur l'existence d'une vie extraterrestre. En entendant des rires à proximité, les clients se tournent vers Wargle qui leur demande s'ils veulent voir quelque chose d'intéressant.

## Fiche technique
- Titre : Phantoms
- Titre québécois : Fantômes
- Réalisation : Joe Chappelle
- Scénario : Dean Koontz, d'après son roman éponyme Phantoms
- Musique : David Williams
- Photographie : Richard Clabaugh
- Montage : Randy Bricker
- Production : Michael Leahy, Robert Pringle & Joel Soisson
- Sociétés de production : Miramax, Dimension Films, Fuji creative corporation
- Société de distribution : Dimension Films
- Pays :  États-Unis,  Japon
- Langue : Anglais
- Format : Couleur - Dolby Digital - 35 mm - 1.85:1
- Genre : Horreur, Science-fiction
- Durée : 91 min
- Dates de sortie[2] :
  -  États-Unis : 23 janvier 1998
  -  Belgique : 23 décembre 1998
  -  France : 6 octobre 2009 (DVD[3])
  - Déconseillé aux moins de 12 ans.

## Distribution
Légende : VF = Version Française[réf. nécessaire] et VQ = Version Québécoise
- Ben Affleck (VF : Arnaud Arbessier ; VQ : Pierre Auger) : Le shérif Bryce Hammond
- Rose McGowan (VF : Véronique Soufflet ; VQ : Camille Cyr-Desmarais) : Lisa Pailey
- Joanna Going (VF : Nathalie Spitzer ; VQ : Élise Bertrand) : Jennifer Pailey
- Peter O'Toole (VF : Michel Le Royer ; VQ : Yves Massicotte) : Dr. Timothy Flyte
- Liev Schreiber (VF : Éric Chevalier ; VQ : Gilbert Lachance) : Le shérif-adjoint Stuart « Stu » Wargle
- Nicky Katt : Le shérif-adjoint Steve Shanning
- Clifton Powell (VF : Sidney Kotto ; VQ : Jean-Marie Moncelet) : Le général Leland Copperfield
- Bo Hopkins (VF : Philippe Ariotti) : L'agent Hawthorne
- Robert Knepper : L'agent Wilson
- Adam Nelson : Le scientifique Burke
- Linnea Quigley : La femme de la chambre 204
- Valerie Chow (en) : La scientifique Yamaguchi
- Michael DeLorenzo (en) : Le soldat Velazquez

## Production

### Lieux de tournage
Sauf indication contraire, les informations mentionnées dans cette section peuvent être confirmées par la base de données cinématographiques IMDb,  présente dans la section « Liens externes ».
Le film a été tourné à Denver et à Georgetown dans le Colorado.

## Bande originale
Sauf indication contraire, les informations mentionnées dans cette section peuvent être confirmées par le générique de fin de l'œuvre audiovisuelle présentée ici, ainsi que par la base de données cinématographiques IMDb,  présente dans la section « Liens externes ».
- I Fall to Pieces par Patsy Cline de 1961 (début du générique de fin).
- Jesus Loves Me de William Batchelder Bradbury (en) et Anna Bartlett Warner de 1862.
- Don't Count Me Out par K. Perry.
- Fall par Attention Earth.

## Accueil

### Accueil critique
Sur l'agrégateur américain Rotten Tomatoes, le film récolte 13 % d'opinions favorables pour 31 critiques. Sur Metacritic, il obtient une note moyenne de 26⁄100 pour 19 critiques.

## Dans d'autres œuvres
Dans le film Jay et Bob contre-attaquent de Kevin Smith, Holden McNeil (interprété par Ben Affleck) parle de l'acteur Ben Affleck : « Affleck was the bomb in Phantoms » (« Affleck, c'était d'la bombe dans Phantoms »). Plus tard dans le film, Ben Affleck interprète cette fois son propre rôle, Jay le croise et lui dit « Affleck, you da bomb in Phantoms, yo! » (« Affleck, t'es d'la bombe dans Phantoms »).